# Christopher Judge
Pour les articles homonymes, voir Judge.
Douglas Christopher Judge, né le 13 octobre 1964 à Los Angeles (Californie) est un acteur américain.
Il est principalement connu pour le rôle de Teal'c dans la série télévisée Stargate SG-1 (1997-2007). Grâce à la technique de capture de mouvement, il interprète Kratos dans le jeu vidéo God of War (2018), rôle qu'il reprend dans God of War Ragnarok (2022).

## Biographie

### Carrière
L'un de ses premiers rôles était en 1990 dans un épisode de MacGyver. Il participe à la série Stargate SG-1 du début à la fin de la série dont il écrit plusieurs scénarios.
Il a aussi prêté sa voix pour des séries d'animation comme X-Men: Evolution dans laquelle il joue Erik Lehnsherr / Magneto, ou encore dans des jeux vidéo, dont son rôle le plus notable étant celui du protagoniste Kratos qu'il incarne grâce à la technique de la capture de mouvement dans God Of War en 2018, puis dans God of War Ragnarok en 2022

### Vie privée
Christopher Judge a un jeune frère également acteur Jeff Judge qui a joué dans quelques épisodes de Stargate dans le rôle d'Aron (un jaffa).
Il est marié à Gianna Patton. Il a quatre enfants, Cameron Justin, Catrina Christine, Christopher Jordan et Chloe (née en 2005),,.

## Filmographie
Christopher Judge apparaît sous plusieurs noms dans les génériques : Chris Judge, D. Christopher Judge, Christopher Judge, Douglas Judge ou Doug Judge.

### Acteur

#### Cinéma

##### Films
- 1990 : Cadence de Martin Sheen : Psych. Ward M.P. le policier militaire au bar
- 1990 : Comme un oiseau sur la branche (Bird on Wire) de John Badham : un policier dans un café
- 1991 : House Party 2 (en) de George Jackson et Doug McHenry : Miles
- 2002 : Chiens des neiges (Snow Dogs) de Brian Levant : Dr Brooks
- 2007 : Mon beauf, ma sœur et moi (A Dog's Breakfast) de David Hewlett : Chris
- 2008 : Stargate : L'Arche de vérité (Stargate: The Ark of Truth) (vidéo) de Robert C. Cooper : Teal'c
- 2008 : Stargate : Continuum de Martin Wood (vidéo) : Teal'c
- 2009 : Stargate SG-1 : Enfants des dieux (Stargate SG-1: Children of the Gods - Final Cut) (vidéo) de Mario Azzopardi : Teal'c[5]
- 2010 : Paradoxe : les mondes parallèles de Brenton Spencer : Capitaine Papillo
- 2011 : Rehab de Rick Bieber : Charles
- 2012 : Clash of the Empires (vidéo) de Joseph J. Lawson : Amthar
- 2012 : The Dark Knight Rises de Christopher Nolan : le soldat de Bane qui intimide l’inspecteur Blake
- 2013 : Smokin' d'Oliver Cowley : Jim
- 2014 : Doomed Planet de Michael J. Sarna : Lieutenant Grisham
- 2014 : Lowlifes de Robin Christian : Commander Randall
- 2014 : Reaper de Wen-Han Shih (sous le nom de Philip Shih) : Officier Banks
- 2014 : Knock 'em Dead de David DeCoteau : Freddy
- 2014 : A Tiger's Tail de Michael J. Sarna : Joe Camp
- 2014 : Mega Shark vs. Mecha Shark d'Emile Edwin Smith : Jack Turner
- 2014 : Flashes de Amir Valinia : Professeur Ernstrom
- 2015 : Apocalypse Los Angeles de Michael J. Sarna : Lieutenant Grisham
- 2015 : Before the Border de Tom Fox Davies : Bear
- 2015 : To Have and to Hold de Ray Bengston : Sampson

##### Films d'animation
- 2008 : Max Steel: Bio Crisis (vidéo) de Greg Richardson : Jefferson
- 2011 : Dead Space: Aftermath (vidéo) de Mike Disa : Nickolas Kuttner

#### Téléfilms
- 2001 : Haute surveillance (Out of Line) de Johanna Demetrakas : Alfonso James
- 2002 : Romantic Comedy 101 (en) de Peter DeLuise : Nigel
- 2005 : Le Souvenir d'un frère (Personal Effects) de Michael Scott : Nate Wall
- 2015 : Sharknado 3: Oh Hell No! de Anthony C. Ferrante : Lead Agent Vodel (Non-crédité)

##### Séries télévisées
- 1990 : MacGyver (saison 5, épisode 13 : Le Programme mentor) : Deron (crédité sous le nom de Doug Judge)
- 1990 : Le Ranch de l'espoir (en) (Neon Rider) (saison 1, épisode 6 : All's Fair)
- 1990 : 21 Jump Street (saison 4, épisode 21 : Invalide mais pas incapable) : l'homme dans la file d'attente (non crédité)
- 1990 : Booker : Mover (saison 1, épisode 13) et Jones (saison 1, épisode 20)
- 1994-1995 : Sirènes / Les Anges de la ville (Sirens) (saison 2 : 22 épisodes) : Officier Richie Stiles
- 1995 : Le Prince de Bel-Air (The Fresh Prince of Bel-Air) (saison 6, épisode 10 : Veille de fête - 2e partie) : un ouvrier
- 1997-2007 : Stargate SG-1 (saisons 1 à 10 : 211 épisodes) : Teal'c
- 2001 : Freedom (en) (saison 1, épisode 11 : Mind Game) : Dr Roeg
- 2001 : First Wave (saison 3, épisode 20 : La Chasse aux démons) : Xevallah
- 2002 : En quête de justice (Just Cause) (saison 1, épisode 12 : The Wives of Christmas Past) : Révérend Lester Stokes
- 2002-2003 : Andromeda (Gene Roddenberry's Andromeda) : Achilles Avatar (saison 2, épisode 20) et Hector / Resolution of Hector (saison 3, épisode 21)
- 2003 : Stargate : The Lowdown (documentaire) de John Murphy : lui-même
- 2007 - 2008 : Stargate Atlantis : Teal'c (saison 4, épisode 03 et saison 4, épisode 17)
- 2010 : NCIS : Los Angeles : Assan Refiq (saison 2, épisode 7)
- 2012 : Mentalist : le directeur de la Sécurité, Dante Holmes (saison 4, épisode 19)
- 2022 : The Guardians of Justice : le président Nicholas E. Nukem

##### Séries d'animation
- 2000 : Adventures from the Book of Virtues : Plato (13 épisodes)
- 2000-2001 : Action Man : Simon Grey (14 épisodes)
- 2000-2003 : X-Men: Evolution : Erik Magnus Lehnsherr / Magneto (20 épisodes)
- 2003-2004 : He-Man and the Masters of the Universe : Zodak / Zeelahr (4 épisodes)
- 2015 : Chainsaw Sally: The Animated Series : The Baron[réf. nécessaire]
- 2017 : Les Fous du volant : Brick Crashman
- 2021 : Final Space	: Oreskis (épisodes Set Up et Descent Into Darkness)

### Scénariste
- 2002 - 2005 : Stargate SG-1 :
  - (saison 5, épisode 18)
  - (saison 6, épisode 19)
  - (saison 7, épisode 10)
  - (saison 8, épisode 09)

## Ludographie
- 2003 : Def Jam Vendetta : D-Mob
- 2004 : Def Jam: Fight for NY : D-Mob
- 2004 : World of Warcraft : Voix additionnelles
- 2005 : Stargate SG-1: The Alliance : Teal'c
- 2008 : Turok : Jericho
- 2013 : Stargate: Unleashed : Teal'c
- 2014 : World of Warcraft: Warlords of Draenor : Voix additionnelles
- 2015 : StarCraft 2: Legacy of the Void : Voix additionnelles
- 2018 : God of War : Kratos[6] (voix et capture de mouvement) [7]
- 2018 : World of Warcraft: Battle for Azeroth : Akunda / Gorak Tul / Sunwalker Ordel
- 2020 : Marvel's Avengers : Black Panther[8](DLC War for Wakanda)
- 2022 : God of War Ragnarok : Kratos